# Melissa & Joey
Melissa & Joey är en TV-serie från ABC Family med Melissa Joan Hart och Joey Lawrence. Den debuterade i ABC Family den 17 augusti 2010. Serien följer lokala politikern Mel Burke (Melissa Joan Hart) och  börsmäklaren Joe Longo (Joey Lawrence), som Mel anställer för att se efter hennes brorsdotter och brorson efter ett Ponzibedrägeri.
Senare meddelade ABC Family att en andra säsong, planerats med startdatum satt till 30 maj 2012.

## Serieöversikt
Mel är lokalpolitiker. Då en familjeskandal lämnar hennes brorsbarn Lennox och Ryder utan föräldrar tar Mel hand om barnen. Joe är en tidigare affärsman som blivit bankrutt efter ett Ponzibedrägeri och letar jobb. Då Mel har problem att ta hand om familjen, anställer hon Joe som familjens nya manliga nanny, eller "manny".

## DVD
Den 24 maj 2011 gav Shout! Factory ut Melissa & Joey: Season One, Part One på DVD i region 1. Bland bonusmaterialet finns en smygtitt på kommande avsnitt av säsong 1. Den 4 oktober gav Shout! Factory ut Melissa & Joey: Season One, Part Two på DVD i region 1, med de 18 sista avsnitten på två skivor förpackade gemensamt.

## Tittarsiffror
Följande statistik är en tabell över de genomsnittliga tittarsiffrorna per avsnitt, varje säsong av Melissa & Joey i ABC Family. 
| Säsong   | Tid (ET/PT)                                                      | Antal avsnitt | Debut           | Debut                         | Avslutad          | Avslutad                    | TV-säsong | Tittare (i miljoner) |
| Säsong   | Tid (ET/PT)                                                      | Antal avsnitt | Datum           | Premiär Tittare ( i miljoner) | Datum             | Final Tittare ( i miljoner) | TV-säsong | Tittare (i miljoner) |
| -------- | ---------------------------------------------------------------- | ------------- | --------------- | ----------------------------- | ----------------- | --------------------------- | --------- | -------------------- |
| Säsong 1 | Tisdagar 20:00(2010) Onsdagar 20:00 (2011) Onsdagar 20:30 (2011) | 30            | 17 augusti 2010 | 2.15                          | 14 september 2011 | 1.39                        | 2010–2011 | 1.24                 |

## Internationell distribution
| Land / Område | Kanal            | Premiär          | Källor |
| ------------- | ---------------- | ---------------- | ------ |
| Ungern        | Magyar Televízió | 21 januari 2012  | [ 7 ]  |
| Indien        | STAR World India | 6 oktober 2011   | [ 8 ]  |
| Nederländerna | Comedy Central   | 5 september 2011 | [ 9 ]  |
| USA           | ABC Family       | 17 augusti 2010  | i.u.   |
| Brasilien     | Sony Spin        | 4 oktober 2011   | [ 10 ] |